# Тан Ченг Лок
Тан Ченг Лок (кит. 陈祯禄), (5 апреля 1883, Малакка, Стрейтс-Сетлментс- 13 декабря 1960, Малакка, Малайзия) — предприниматель и общественный деятель, посвятивший свою жизнь борьбе за права и социальное благополучие китайцев в Малайзии. Основатель и первый руководитель Китайской ассоциации Малайзии, которая выражала интересы китайской общины страны. Один из отцов-основателей современной Малайзии, наряду с Абдул Рахманом и Абдул Разак бин Хусейном.

## Биография
Тан Ченг Лок родился 5 апреля 1883 года и был третьим сыном представителя китайских иммигрантов «пятого поколения», воспитывавшего семерых детей — Tan Keong Ann. Его прародителем был Tan Hay Kwan, торговец, мигрировавший в Малакку из Чжанчжоу, провинции Фуцзянь КНР в 1771 году. Наиболее успешным среди потомков Тана Ченг Лока был его дед — Tan Choon Bok, который сумел нажить большое состояние. Посчитав, что ни один из его четырёх сыновей не достоин наследовать бизнес-империю, оставил свои активы на доверительном счёте семьи, который закончился спустя 84 года. Оказавшись без наследства, опустошённый и впавший в отчаяние Тан Кеонг Энн, жил на пособие и не пытался заработать денег для семьи, ежедневно пил и бранил портрет своего родителя, однако Тан Ченг Лок, твёрдо решил не брать пример со своего отца.
В школе Тан Ченг Лок выиграл стипендию Тан Тек Гуан, вручаемую лучшим ученикам, которая позволила ему продолжить обучение в Raffles Institution в Сингапуре, где он преподавал с 1902 по 1908 годы. После чего он вернулся в Малакку и стал работать помощником руководителя в компании своего двоюродного брата по материнской линии Ли Чим Туана Bukit Kajang Rubber Estates Ltd. Очень быстро он был назначен приглашённым агентом в Nyalas Rubber Estates в Малакке. И уже в 1910 году Тан создал свою собственную компанию по производству каучука United Malacca Rubber Estate Ltd., а также совместно с другими бизнесменами принимал участие в основании Malacca Pinda Rubber Estates Ltd. и Ayer Molek Rubber Company, Ltd.
Три года спустя, в 1912 году, по назначению британского правительства, он стал комиссаром Совета по делам Малакки и мировым судьёй в городе. В 1914 году он воссоздал корпус добровольцев китайской роты, ставший известным как рота Б, четвёртого батальона добровольных сил Стрейтс-Сетлментс, куда он сам вступил в качестве рядового и служил до 1919 года. В 1915 году возродил Китайско-британскую ассоциацию колонии. В 1923 году, в возрасте 40 лет, занимал должность назначенного члена Законодательного совета Стрейтс-Сетлментс.
В 1926 году Тан произнёс монументальную речь перед советом, которая выражала идеалы Малайи, объединённой территориально и политически. Как и многие китайцы, рождённые в Стрейтс-Сетлментс, Тан относился к Британии с большим уважением и любовью, но находился под сильным влиянием идей независимости, которые охватили многие британские колонии в то время. Он выступал за концепцию «единой автономной британской Малайи». С 1933 по 1935 год он был неофициальным членом Исполнительного совета Стрейтс-Сетлментс. Занимался решением многих социальных проблем, выступал за противодействие курению опиума, содействие развитию народного образования в Китае, принятие законов против многожёнства и необходимость проведения реформы иммиграционной политики. Во время японской оккупации Малайи Тан и его семья жили в ссылке, в Индии. Во время их пребывания в Индии они стали свидетелями борьбы Махатмы Ганди и Джавахарлала Неру за независимость, что вдохновило Тана сделать то же самое в Малайе после возвращения.

## Создание Китайской ассоциации Малайзии
27 февраля 1949 года Тан Ченг Лок вместе с полковником Lee Hau Shik и губернатором Малакки Leong Yew Koh основывает Китайскую ассоциацию Малайзии (КАМ). Тан считался единственным человеком, способным объединить малайских китайцев, возможно, в самое трудное для них время и был избран на пост руководителя КАМ в возрасте 66 лет.
Послевоенные годы и режим Чрезвычайного Положения, объявленный в 1948 году, после убийства европейских плантаторов повстанцами-коммунистами — очень сложный период для китайской общины в Малайзии. Во время неизбежных конституционных изменений в стране, нужен был человек, который смог бы в интересах китайской общины взаимодействовать с такими людьми как Онн Джаафар и Тунку Абдул Рахман, Этим человеком стал Тан Ченг Лок. Сильные анти-коммунистические взгляды внушали к нему доверие со стороны британских колониальных чиновников. Он присоединился к малайским лидерам — сначала через Всемалайский совет совместных действий, который он возглавлял, а затем через Комитет по связям с общинами, возглавляемый сэром Э. К. Турайсхемом, -чтобы бороться за конституционные изменения и работать в направлении межэтнического сотрудничества.
При создании Малайской Федерации были отменены благоприятные условия для получения гражданства для китайцев и других лиц, не являющихся малайцами. Китайская ассоциация Малайзии (КАМ) была образована в 1949 году под руководством Тан Ченг Лока, который пытался обжаловать новые условия получения гражданства, установленный при создании Федерации. В результате чего отношения между малайскими и китайскими общинами стали очень напряжёнными, и Онн Джаафар, который тогда возглавлял Объединённую малайскую национальную организацую (ОМНО), дистанцировался от Тана. Также Тан столкнулся с трудностями при встрече с султаном штата Джохор Ибрагимом, который не привык работать с китайскими бизнесменами.
Целью создания Китайской ассоциации Малайи было объединение китайского населения в Малайе, в том числе защита прав и интересов китайцев, а также работа с колониальным правительством для прекращения распространения коммунизма и добиться при межнациональном взаимодействии независимости Малайи. После того, как кампания привлекла более 200 000 членов, стали появляться филиалы КАМ.
Вскоре, 26 сентября 1951 года, Тан Ченг Лок поддержал идею Онн Джаафара сформировать Партию независимости Малайи (ПНМ) в Куала-Лумпуре с участием представителей различных этнических групп. Однако, партия не была стабильной и Онн Джаафар не сотрудничал с китайской общиной в вопросе гражданства.
В конце концов, Тан решил, что только китайская партия может защитить интересы своего сообщества, и что многонациональное сотрудничество, скорее всего, будет достигнуто благодаря партнёрству с ОМНО. Так КАМ объединилась с ОМНО, чтобы сформировать Альянс, ставшим предшественником Барисан Насионал.
Тан умер от сердечного приступа 16 декабря 1960 года в возрасте 77 лет, оставив после себя большое наследство и крепкую семью. Его сын, Тан Сью Син, стал третьим президентом КАМ после его смерти. В 2002 году в Субанг-Джая, штате Селангор, была построена школа, названная его именем.